# Chongtong

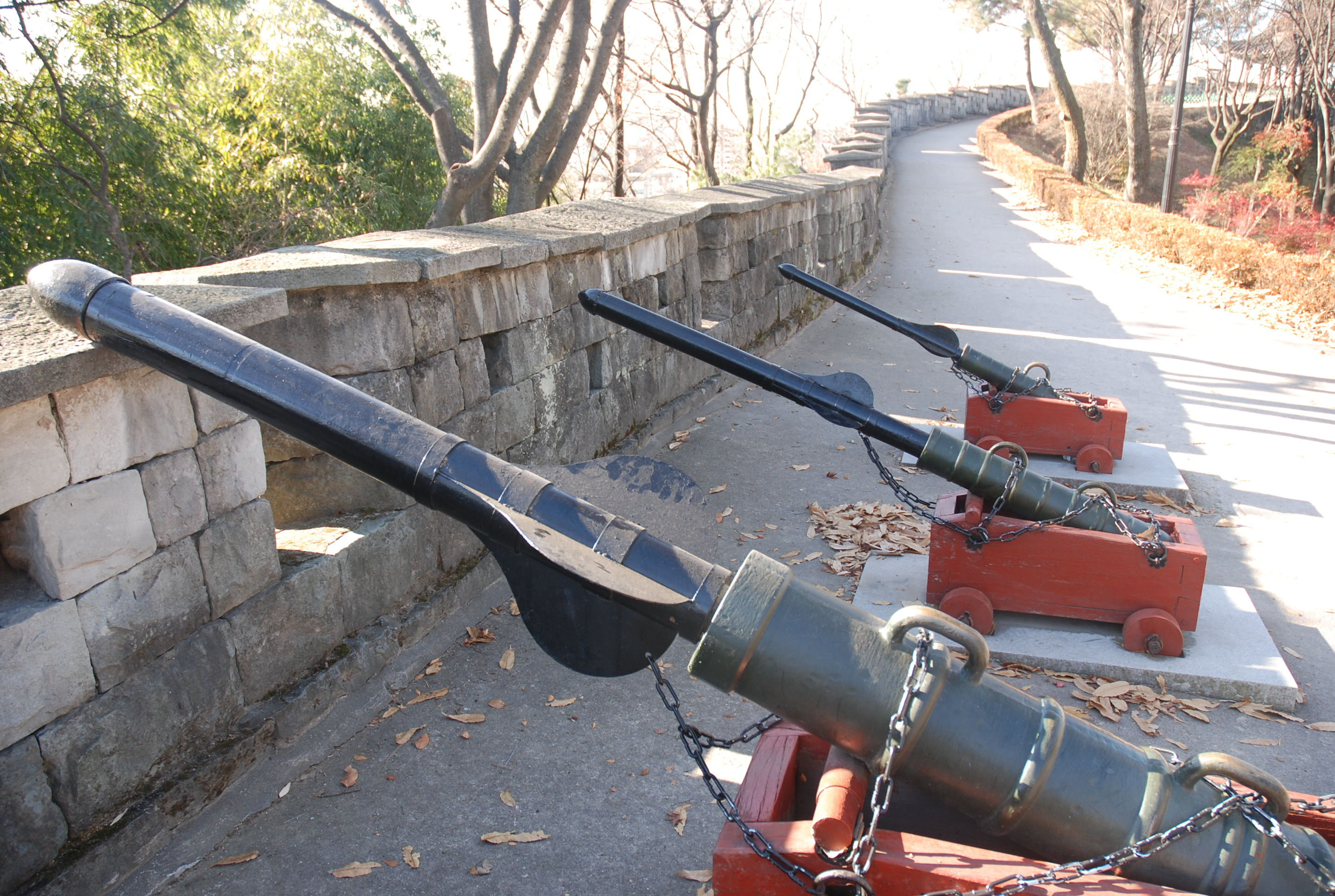
Tres tipos de cañones en el castillo Jinju. En primer lugar el Cheonjachongtong (天字), de mayor tamaño. El de tamaño medio Hyunjachongtong (玄字) tras él y en último lugar el más pequeño Jijachongtong (地字), Museo Nacional Jinju.

Chongtong (en hangul, 총통; en hanja, 銃筒; romanización revisada, chongtong; McCune-Reischauer, ch'ongtong) es el nombre con el que se conocía a la artillería coreana en general durante la primera mitad de la Dinastía Joseon. Estas armas se desarrollaron particularmente durante el reinado del rey Sejeon tras la introducción de la pólvora durante la Dinastía Goryeo. Había varios modelos de cañones, que fueron mejorados con el paso del tiempo, recibiendo con frecuencia distintas designaciones. Los conocidos "Cheonja", "Jija", "Hyeonja" y "Hwangja" fueron llamados por los primeros cuatro ideogramas del Texto de los Mil Caracteres en orden decreciente, siendo el equivalente a los cañones A, B, C y D.

## Historia
La pólvora llegó a Corea a mediados del siglo XIV, pero no fue sino hasta la década de 1370 cuando Corea empezó a producirla. Choe Museon tuvo que reinventar las armas de fuego en Corea, ya que los chinos rehusaban compartir la tecnología con los coreanos.
Durante el reinado de Taejong de Joseon se les hizo mejoras, a las cuales les siguieron las efectuadas por Sejong el Grande en la década de 1440.
A mediados del siglo XVI, aparecieron los cañones clásicos Cheonja, Jija, Hyeonja y Hwangja. A inicios del mismo siglo se introdujo en Corea el bullanggi, un pedrero de retrocarga, desde Portugal via China.
En 1596 se hicieron más mejoras y en aquel entonces los cañones de mano Seungja fueron reemplazados por mosquetes y arcabuces de estilo japonés. Los coreanos los llamaban jochong (조총/鳥銃).
En la década de 1650, Hendrick Hamel y otros naufragaron en Jejudo, introduciendo en Corea un cañón holandés que fue llamado hongyi-po y empleado junto a los cañones coreanos.
Todos estos cañones fueron retirados de servicio a fines del siglo XIX, cuando la dinastía Joseon abolió el antiguo ejército en favor de uno basado en los ejércitos occidentales contemporáneos.

## Cañones
Existían diversos tipos de cañones.

### Cheon-ja Chongtong
El "Cielo" o "Paraíso" (en hangul, 천자총통; en hanja, 天字銃筒) era el modelo de cañón más grande. Su longitud era de alrededor de 1,3 metros y con un calibre de unos 13 centímetros. Podía disparar proyectiles "daejanggunjeon" de 30 kilogramos, que eran unos grandes cohetes con forma de flecha con aletas y una punta de hierro. El cheonja podría disparar estos proyectiles hasta una distancia aproximada de 1,4 kilómetros.

### Ji-ja Chongtong
El "Tierra" (en hangul, 지자총통; en hanja, 地字銃筒) era un cañón un poco más pequeño, de aproximadamente 1 metro de longitud y un calibre de unos 10 centímetros. Podía disparar proyectiles "janggunjeon" (una versión menor de los "daejanggunjeon") de 16,5 kilogramos a un kilómetro de distancia.

### Hyeon-ja Chongtong
El "Negro" (en hangul, 현자총통; en hanja, 玄字銃筒) era una pieza de unos 0,8 metros de longitud y un calibre de 8 centímetros. Disparaba proyectiles "chadajeon" de 3,5 kilogramos con un alcance entre 1 y 2 kilómetros.

### Hwang-ja Chongtong
El "Amarillo" (en hangul, 황자총통; en hanja, 黃字銃筒) era el modelo más pequeño. Era similar a los cañones de mano europeos. Con un calibre de unos 5 centímetros era capaz de disparar una fecha grande (similar a los "chadajeon") de alrededor de 1,5 kilogramos o cuatro flechas más pequeñas en cada disparo con un alcance de unos 750 metros.

## Armas portátiles

### Se Chongtong
El "Delgado" (en hangul, 세총통; en hanja, 細銃筒) tenía un alcance de unos 150 metros.

### Seung-ja Chongtong
El "Vencedor" (en hangul, 승자총통) disparaba varios proyectiles de pequeño diámetro como bolas, metralla, flechas pequeñas, etc.